# Michel Sapin
Michel Sapin (Boulogne-Billancourt, 9 aprile 1952) è un politico francese.
Membro del Partito Socialista francese, è deputato della prima circoscrizione dell'Indre dal 2007. È stato ministro dell'Economia e delle Finanze tra 1992 e 1993 e Ministro della Funzione pubblica tra 2000 e 2002.